# Itoplectis maculator
Itoplectis maculator là một loài tò vò trong họ Ichneumonidae.